# Зрински
Зрински (на хърватски: Zrinski; на унгарски: Zrínyi) са аристократичен хърватски род с обширни владения и със значително политическо влияние в средновековното Хърватско кралство. Представители на рода многократно са ставали банове на Хърватия. Един от тях, Миклош Зрини, е национален герой на Хърватия. Родът също така има значителен принос в литературата на страната, тъй като мнозина от членовете му се увличат от поезия.
Родът е разклонение на династията на князете на Брибир Шубичите. Носи името на замъка Зрин, дарен им от унгарския крал Лайош I Велики през XIV в. Тъй като Хърватия в този период е свързана с Унгария с Хърватско-унгарската уния, представителите на рода владеят свободно и унгарски език и пишат също и на него, поради което оставят значима следа и в унгарската поезия.
Упадъкът на рода започва след разкриването на заговора Зрински-Франкопан срещу император Леополд I, когато са екзекутирани Петър Зрински и Фран Кръсто Франкопан, имотите им са конфискувани, а семействата им репресирани.

## По-известни представители
- Миклош Зрини
- Петър Зрински
- Елена Зринска, участничка в борбата за национално освобождение на Хърватия и Унгария през XVII век